# 18.61
18.61 — пятый студийный альбом американской хардкор-панк группы 108, вышедший 13 апреля 2010 года на лейбле Deathwish Inc., второй студийный альбом, выпущенный после реформирования группы в 2005 году (первым альбомом был A New Beat from a Dead Heart). В записи альбома принял участие барабанщик Майкл Джустиан, ранее игравший в Trap Them и Unearth.

## Об альбоме
18.61 — последний альбом 108 с участием вокалиста Роберта Фиша (Расараджи). Незадолго перед выходом альбома Фиш объявил о своём уходе из группы. Оставшиеся участники коллектива обсудили вопрос о роспуске группы, но в конце концов решили продолжать без участия Фиша. Комментируя уход Фиша, гитарист Вик Дикара заявил, «Вклад Роберта в творчество группы был настолько велик и затронул столько различных аспектов, что мы прекрасно осознаём невозможность найти ему замену. Мы не планируем попытаться сделать это. Вместо этого, мы начнём делать что-то, совершенно отличное от того, что мы делали с его участием».
В основе тематики альбома 18.61 лежит интерес группы к гаудия-вайшнавизму и индуизму в целом. Альбом был назван по номеру одного из стихов священного индуистского текста «Бхагавад-гиты» (18:61). В этом стихе, Кришна говорит: «Верховный Господь, о Арджуна, пребывает в сердце каждого и направляет скитания всех живых существ, которые словно находятся в машине, созданной материальной энергией.»

## Список композиций
1. «God Talk» — 1:04
2. «Crescent Moon» — 1:28
3. «18.61» — 2:22
4. «Reduced» — 2:20
5. «Relentless Masters» — 2:20
6. «Fallen Angel» — 1:47
7. «Mannequins» — 2:00
8. «Ashes/Dust» — 2:11
9. «Forever is Destroyed» — 2:49
10. «Early Funeral» — 5:10[10]

## Список исполнителей
- Тим Коэн — бас-гитара.
- Вик Дикара — гитара, вокал.
- Роберт Фиш — вокал.
- Майкл Джастиан — ударные.[11]